# Pierre Poilievre

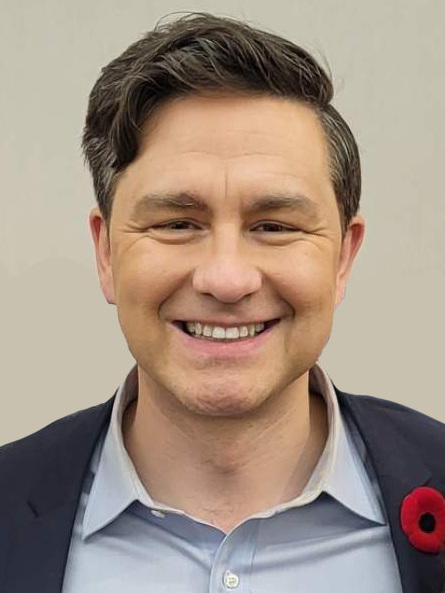
Pierre Poilievre (2023)

Pierre Marcel Poilievre (* 3. Juni 1979 in Calgary, Alberta) ist ein kanadischer Politiker.  Von 2013 bis 2015 war er unter Premierminister Stephen Harper Minister sowie zwischen 2017 und 2022 Schattenminister. Seit Oktober 2022 ist er Parteiführer (Leader) der Conservative Party of Canada. Von 2004 bis April 2025 war er Abgeordneter und von 2022 bis April 2025 auch Oppositionsführer im Unterhaus. Poilievre gehört dem wirtschaftsliberalen Flügel seiner Partei an.

## Laufbahn

### Frühes Leben und Ausbildung
Poilievre wurde 1979 in Alberta als Kind der 16-jährigen Highschool-Schülerin irischer Abstammung Jacqueline Farrell geboren. Er lernte sie erst im Alter von 20 Jahren kennen, da seine Mutter ihn zur Adoption freigegeben hatte. Er wurde kurz nach seiner Geburt von einem Lehrerehepaar adoptiert, Donald Poilièvre, einem Fransaskois, und seiner Frau Marlene. Später adoptierte das Ehepaar auch seinen jüngeren biologischen Halbbruder Patrick. Zusammen wuchsen sie in einer Vorstadt von Calgary auf. Pierre spielte in seiner Jugend Hockey und war Wrestler und Taucher. Seine Adoptiveltern, die 1971 geheiratet hatten, trennten sich, als er ein Teenager war. Sein Vater, Donald, outete sich später als homosexuell.
Pierre Poilievre besuchte die Henry Wise Wood High School und begann sich in seiner Jugend für Politik zu interessieren. Er engagierte sich in der Reform Party und der Progressive Conservative Association of Alberta und nahm an Versammlungen beider Parteien teil. Im Alter von 16 Jahren machte er Wahlkampf für die Reform Party. Als Teenager arbeitete Poilievre bei Telus als Inkassobeauftragter. Später arbeitete er kurzzeitig als Journalist für Alberta Report, ein konservatives Wochenmagazin.
An der University of Calgary studierte er Internationale Beziehungen (IB), bevor er 2002 für Stockwell Day von der Partei Canadian Alliance, einem Nachfolger der Reform Party, zu arbeiten begann. Seinen Bachelor-Titel in IB erwarb er 2008 im Fernstudium an der Athabasca University.

### Politische Karriere
Im Jahr 2003 gründete Poilievre zusammen mit seinem Geschäftspartner Jonathan Denis, der Jahre später Kabinettsminister in Alberta wurde, ein Unternehmen namens 3D Contact Inc, das im Bereich von politischer Kommunikation, Meinungsumfragen und politischen Forschungsdienstleistungen aktiv war. Nach der Gründung kandidierte Poilievre als Abgeordneter für die Conservative Party of Canada, die kurz zuvor aus einem Zusammenschluss der Canadian Alliance und der Progressive Conservative Party of Canada entstanden war. Bei der kanadischen Unterhauswahl 2004 wurde er für den Wahlkreis Nepean—Carleton in Ontario ins Unterhaus gewählt. Mit nur 25 Jahren war er dabei gemeinsam mit Andrew Scheer der jüngste konservative Abgeordnete im Parlament. 
Nach seiner Wiederwahl bei den Unterhauswahlen 2006 wurde er vom kanadischen Premierminister, Stephen Harper, zum Parlamentssekretär ernannt. Weitere Wiederwahlen 2008 und 2011 förderten Poilievres Aufstieg innerhalb der Partei. Im Juli 2013 wurde er nach einer Kabinettsumbildung von Harper zum Minister für demokratische Reform erhoben. Dieses Amt übte er fast zwei Jahre aus, bevor er von Februar bis November 2015 Minister für Arbeit und soziale Entwicklung wurde.

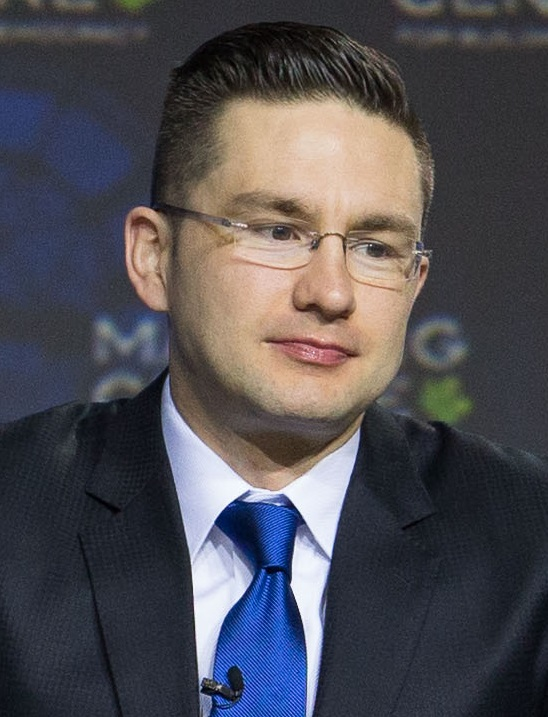
Poilievre im Jahr 2014

Bei der Unterhauswahl 2015 wurde Poilievre erneut ins Parlament gewählt, diesmal für den Wahlkreis Carleton. Die Konservativen verloren allerdings ihre Mehrheit, und Justin Trudeau von der Liberalen Partei wurde neuer Premierminister. 
In der Opposition wurde Poilievre Schattenminister für Finanzen. Er wurde bei der Unterhauswahl 2019 erneut in das kanadische Parlament gewählt, diesmal mit einem größeren Stimmenvorsprung als 2015. Nach Andrew Scheers Rücktritt als Parteiführer der Konservativen galt Poilievre zunächst als einer der Spitzenkandidaten für seine Nachfolge. Er zog eine Kandidatur in Erwägung und begann, ein Wahlkampfteam zusammenzustellen, gab jedoch am 23. Januar 2020 bekannt, dass er aus familiären Gründen nicht kandidieren werde.
Im November 2020 startete Poilievre während der COVID-19-Pandemie eine Online-Petition gegen den „Great Reset“ des Weltwirtschaftsforums, dem er vorwarf, eine „sozialistische Ideologie“ in Kanada durchsetzen zu wollen.
Nachdem Erin O’Toole am 2. Februar 2022 als Parteiführer abgesetzt worden war, erklärte Poilievre drei Tage später implizit seine Absicht, bei den Wahlen zur Parteiführung anzutreten, indem er erklärte: „Ich kandidiere für das Amt des Premierministers“. Im Wahlkampf für den Parteivorsitz gewann er einen großen Teil der konservativen Abgeordneten für seine Kandidatur und erhielt Unterstützung vom ehemaligen Premierminister Harper. Dabei versuchte er sich als „wahrer Konservativer“ von der Konkurrenz abzugrenzen und vehöhnte seinen Rivalen um den Parteivorsitz, Jean Charest, als „Liberalen“. Im September 2022 wurde er von über 70 % der Parteimitglieder zum neuen Parteivorsitzenden gewählt. Als neuer Oppositionsführer stellte er am 12. Oktober sein Schattenkabinett vor, mit über 71 Posten, in dem sich auch einige seiner ehemaligen Rivalen um den Parteivorsitz befanden.
Als Oppositionsführer begann Poilievre den amtierenden Premierminister, Justin Trudeau, zu attackieren. Am 30. April 2024 wurde Poilievre des Unterhauses verwiesen, nachdem er Trudeau als „Spinner“ bezeichnet hatte. Im ersten Jahr seiner Amtszeit hatten die Konservativen in den meisten Meinungsumfragen einen knappen Vorsprung vor den Liberalen. Im Sommer 2023 erlebten die Konservativen jedoch einen sprunghaften Anstieg in den Umfragen, während die Beliebtheit der Liberalen absackte. Ende 2024 lagen die Konservativen deutlich in Führung, was Poilievre zum Favoriten für das Amt des nächsten Premierministers machte. Seit 2025 ging die Zustimmung für die Konservativen infolge der aggressiven Zollpolitik des US-amerikanischen Präsidenten, Donald Trump, und dessen Drohung, Kanada an die USA anzugliedern, deutlich zurück, während die Liberalen, auch infolge des Rücktritts Justin Trudeaus, wieder an Popularität gewannen.
Bei der Parlamentswahl am 28. April 2025 legte Poilievre Partei zwar deutlich zu, unterlag aber mit 41,7 % deutlich dem liberalen Regierungschef Mark Carney. Poilievre selbst verlor überraschenderweise seinen Wahlkreis in Carleton, Ontario, den er seit 2004 innehatte, und schied somit aus dem Parlament aus. Am  2. Mai 2025 wurde bekannt, dass der konservative Abgeordnete Damien Kurek von seinem Parlamentssitz in Battle River-Crowfoot nahe Calgary in der Provinz Alberta zurücktreten werde, um Poilievre die Möglichkeit zu geben, bei einer Nachwahl an seiner Stelle anzutreten, Poilievre schrieb auf dem Kurznachrichtendienst X, dass er das Angebot Kuseks mit "Dankbarkeit" und "Demut" annehme und sich um die Unterstützung der dort lebenden Bürger bemühen werde, um ihnen im Parlament zu dienen. Auf einer Pressekonferenz gab Premierminister Carney bekannt, dass er die Nachwahl so schnell wie möglich durchführen werde und sprach wörtlich davon, kein "Spiel" aus der Nachwahl machen zu wollen.

### Privatleben
Im Dezember 2017 heiratete Poilievre die Venezolanerin Anaida Galindo, eine Senatsassistentin, in Portugal. Eine gemeinsame Tochter wurde 2018 und ein Sohn 2021 geboren.
Poilievre spricht fließend beide Amtssprachen Kanadas, Englisch und Französisch. Französisch lernte er vor allem von seinem frankophonen Adoptivvater, Donald Poilièvre.

## Politische Positionen
Pierre Poilievre wurde als wirtschaftsliberal und libertär bezeichnet und gehört dem wirtschaftsliberalen „Blue Tory“-Flügel seiner Partei an. In seiner Jugend hatte das Buch Kapitalismus und Freiheit von Milton Friedman einen prägenden Einfluss auf Poilievre ausgeübt. Er kündigte an, dass er Kanada zum „freiesten Land der Welt“ machen wolle. Er ist auch ein Anhänger von Kryptowährungen wie Bitcoin und hat sich gegen eine lockere Geldpolitik und hohe Steuern ausgesprochen. Um mehr Häuser zu bauen, sollen bürokratische Hürden abgebaut werden. Der Klimawandel soll durch den Ausbau erneuerbarer Energien und Technologien wie Carbon Capture, aber ohne CO2-Steuern bekämpft werden. Er unterstützte die Proteste des Freedom Convoy gegen eine verpflichtende Corona-Impfung und sprach sich für die Abschaffung des Online Harms Act zur Regulierung von Social Media aus, den er als Einschränkung der Meinungsfreiheit ansah. Als die vier wichtigsten Prioritäten, für die er bei den nächsten Wahlen kämpfen will, nannte er 2024: „Steuern kürzen, Häuser bauen. Den Haushalt in Ordnung bringen. Kriminalität stoppen“ (Axe the Tax. Build the Homes. Fix the Budget. Stop the Crime).  Sein Politikstil wurde von einigen Beobachtern als „populistisch“ bzw. als „weicher (=softer) Populismus“ eingestuft.
Poilievre hat sich für den Zuzug legaler Migranten ausgesprochen, sprach sich jedoch für eine Reduzierung der unter Trudeau auf ein Rekordniveau gestiegenen Migration aus. Im August 2024 warf er Trudeau vor, einen Mehrgenerationenkonsens in Bezug auf die Einwanderung gebrochen zu haben, nach dem Einwanderung in einem Ausmaß erfolgen soll, den der Wohnungsmarkt, der Arbeitsmarkt und das Gesundheitssystem verkraften können. In der Gesellschaftspolitik sprach er sich für Abtreibungsrechte und die gleichgeschlechtliche Ehe (gegen die er als Abgeordneter gestimmt hatte) aus, lehnte jedoch „woke“ Kulturpolitik ab. In der Außenpolitik sprach er sich für die Unterstützung der Ukraine in ihrem Krieg gegen Russland aus und warnte vor dem Einfluss Chinas in der kanadischen Innenpolitik. Er gilt auch als proisraelisch.